# روابط اسرائیل و الجزایر
روابط الجزایر و اسرائیل (به انگلیسی: Algeria–Israel relations)، الجزایر و اسرائیل هیچ نوع روابط دیپلماتیک رسمی ندارند، وفق اینکه الجزایر جزو کشورهای تحریم کننده اسرائیل در اتحادیه عرب است و رسماً کشور اسرائیل را به رسمیت نمی‌شناسد. الجزایر از ورود هر فردی که گذرنامه اسرائیلی یا هر گذرنامه دیگری با ویزا از اسرائیل داشته باشد، خودداری می‌کند.

## قرن بیستم
دهه ۱۹۵۰
در طی جنگ الجزایر، اسرائیل به فرانسه که مخالف استقلال الجزایر بود، پیشنهاد همکاری و تشریک مساعی در امور اطلاعاتی داد. اسرائیل با سرویس اطلاعاتی فرانسه همکاری نزدیکی داشت و اطلاعات ارزشمندی دربارهٔ جبهه آزادی‌بخش میهنی فراهم کرد. اضافه بر این، مأموران اسرائیل به کرات با ملی‌گرایان الجزایر درگیر جنگ مستقیم شده و در کنار نیروهای فرانسوی می‌جنگیدند.
دهه ۱۹۶۰ و ۱۹۷۰
مدت کوتاهی بعد از استقلال الجزایر از دست فرانسه در سال ۱۹۶۲، اسرائیل استقلال کشور الجزایر را به رسمیت شناخت. الجزایر یکی از اولین کشورهایی بود که در سال ۱۹۶۲، سازمان آزادی‌بخش فلسطین را به عنوان تنها نماینده قانونی مردم فلسطین به رسمیت شناخت. از آن به بعد، الجزایر از گروه‌های مختلف مبارز فلسطینی از قبیل حماس و جبهه مردمی برای آزادی فلسطین حمایت کرده است.
در طی جنگ شش‌روزه در سال ۱۹۶۷، الجزایر یک گردان پیاده‌نظام و یک اسکادران جنگنده میگ-۲۱ به مصر فرستاد که سه عدد از آنها توسط اسرائیل از بین رفت. در طی جنگ یوم کیپور، الجزایر یک قشون نیروی نظامی برای جنگ با اسرائیل فرستاد که شامل ۵۹ جنگنده (میگ-۲۱، میگ-۱۷ و سوخو-۷)، یک دسته پیاده‌نظام و یک تیپ زرهی (همراه با ۱۹ توپ) بود. الجزایر همچنین با ارسال هنگ هشتم پیاده‌نظام مکانیزه برای کمک به نیروهای مصر، نقش خیلی مهمی در جنگ اعراب و اسراییل ۱۹۷۳ ایفاء کرد.
دهه ۱۹۹۰
در میانه دهه ۱۹۹۰، در حالی که اسرائیل و سایر کشورهای شمال آفریقا به آرامی شروع به برقراری روابط دیپلماتیک می‌کردند، الجزایر از معدود کشورهایی بود که از این امر خودداری کرد. فقط هنگامی که در روز ۲۵ ژوئیه ۱۹۹۹ نخست‌وزیر اسرائیل، ایهود باراک هنگام مراسم به خاک‌سپاری حسن دوم پادشاه مراکش با عبدالعزیز بوتفلیقه، رئیس‌جمهور الجزایر دیدار کرد، تعابیر ادعایی غیررسمی در این مورد مطرح گردید.

## قرن بیست و یکم
دهه ۲۰۱۰
در ماه ژانویه ۲۰۱۲، دو کشور اسرائیل و الجزایر به عنوان بخشی از گفتگوی مدیترانه‌ای در صد و شصت و ششمین نشست کمیته نظامی با اعضای ناتو در بروکسل شرکت کردند.
در سال ۲۰۱۶، کتاب جغرافیا دوره دبیرستان که حاوی نقشه‌ای بود که در آن کشور اسرائیل نشان داده شده بود از سطح مدارس و بازار کتاب جمع‌آوری شد. در ماه ژانویه ۲۰۱۷، یک فرد الجزایری در پی مصاحبه تصویری آنلاین با یک مقام اسرائیلی بازداشت شد.
دهه ۲۰۲۰
در سال ۲۰۲۰، گبی اشکنازی وزیر امور خارجه اسرائیل اظهار کرد که علاقمند به بهبود روابط با الجزایر و سایر کشورهای عربی است. همچنین در سال ۲۰۲۰، در بحبوحه دعوت کشورهای عربی خلیج فارس بر عادی سازی روابط با اسرائیل، و تحت تأثیر تجدید نظر سیاسی جنبش حراک بر امور داخلی کشور، برخی اظهار نظرها به خاطر تأمین منافع کشور، خواستار بازنگری در روابط بین دو کشور شدند.
رئیس‌جمهور الجزایر، عبدالمجید تبون طی مصاحبه‌ای که با الجِریَن مِدیا (Algerian media) در روز ۲۰ سپتامبر ۲۰۲۰ انجام داد، اظهار داشت «ما متوجه نوعی تلاش به منظور عادی سازی روابط با اسرائیل شده‌ایم. این موضوعی است که ما هرگز در آن مشارکت نخواهیم داشت و به آن کمک نخواهیم کرد، موضوع فلسطین برای ما مسئله‌ای مقدس و ام‌المسائل است و به جز تشکیل کشور فلسطین به پایتختی بیت‌المقدس و با مرزهای ۱۹۶۷، قابل حل نیست.» در همان سال بیانیه‌ای صادر شد که اعلام داشت در مراسمی که در روز ۱۵ سپتامبر، در کاخ سفید در ایالات متحده برگزار شد، طی آن با میانجی‌گری رئیس‌جمهور ایالات متحده آمریکا، دونالد ترامپ، پیمان ابراهیم بین اسرائیل و کشورهای بحرین و امارات متحده عربی به امضاء رسید.